# 康塞桑-杜雅库伊皮
康塞桑-杜杜雅库伊皮是巴西巴伊亚州的一个市镇。总面积115.68平方公里，总人口27424人，人口密度237.1人/平方公里。